# Adita chionanthi
Adita chionanthi är en fjärilsart som beskrevs av John Abbot och Smith 1797. Adita chionanthi ingår i släktet Adita och familjen nattflyn. Inga underarter finns listade i Catalogue of Life.